# Bamboutos Football Club de Mbouda
Maillots
Actualités
Le Bamboutos Football Club de Mbouda est un club  de football camerounais basé à Mbouda dans la région de l'Ouest.

## Historique
Bamboutos Football Club de Mbouda voit le jour en 1966 
En 2004, Bamboutos football club remporte la toute première édition de la Coupe UNIFFAC des clubs. En 2014 le club fait son retour en première division du championnat camerounais après une dernière participation en 2007 avec l'arrivée d'un nouveau coach; Gérard Mbimi. L’équipe termine cette saison à la huitième place. Dès lors ils réussissent à éviter la relégation en D2 jusqu'à nos jours.
En 2022, le club remporte la toute première édition du Trophée des Champions, face à Coton Sport de Garoua.

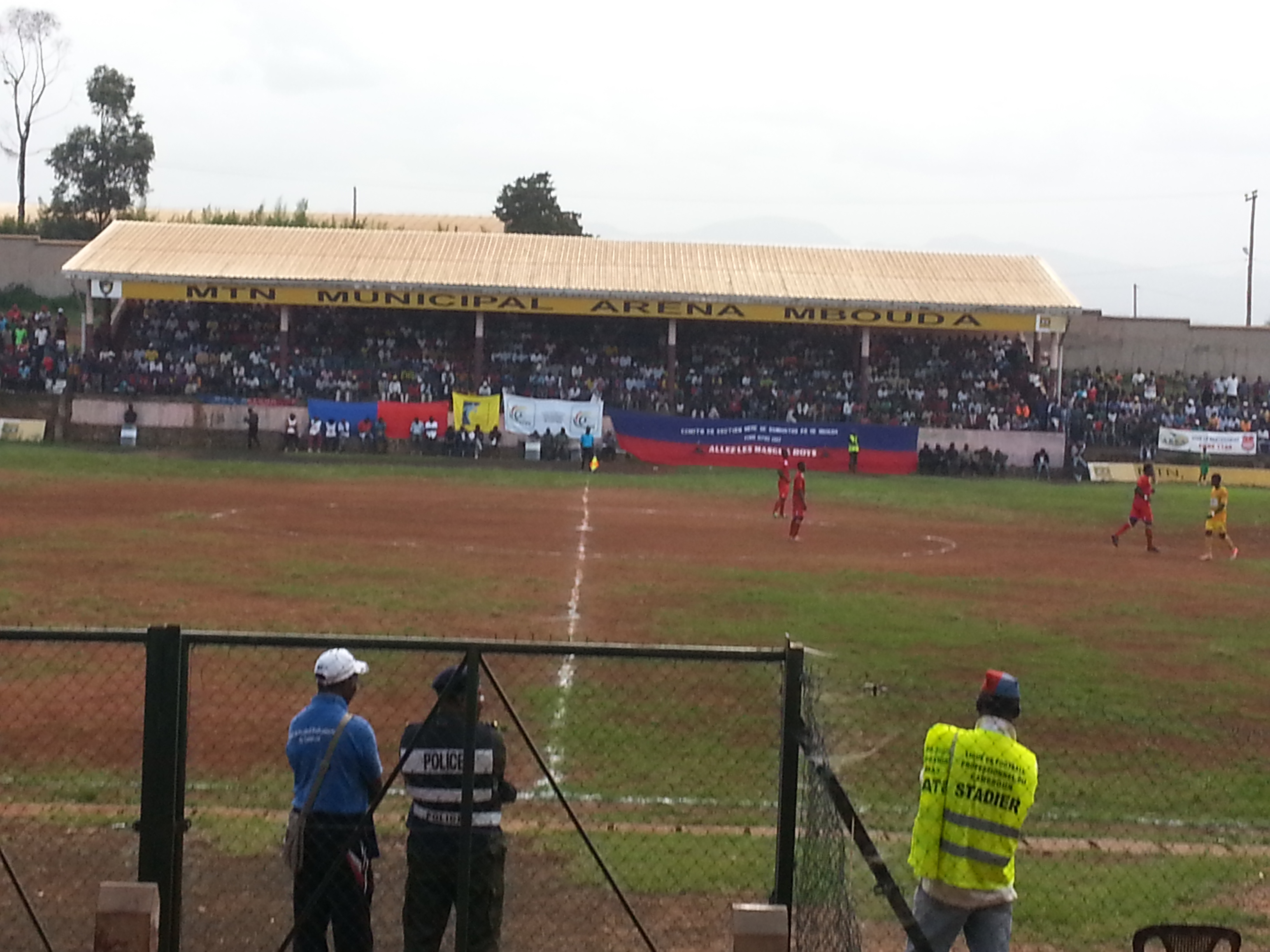
Un match du BFCM au stade municipal de Mbouda.

 Bamboutos football club est l'équipe qui regroupe le plus grand nombre de supporteurs au Cameroun.

## Palmarès
- Coupe UNIFFAC des clubs (1) 
  - Vainqueur : 2004
- Coupe du Cameroun
  - Finaliste en 2016 (Face à APJES de Mfou)
  - Finaliste en 2022 (Face à COTON SPORT de Garoua)[7]

## Bilan des saisons
Le club évolue dans le Championnat du Cameroun de football, Elite 1 depuis 2020. (F : Finaliste) (M : Maintien)
| Saison    | Division                    | Rang | Coupe |
| --------- | --------------------------- | ---- | ----- |
| 2023-2024 | Elite 1                     | M    | 1/16  |
| 2022-2023 | Elite 1                     | 2    |       |
| 2021-2022 | Elite 1                     | 12   | F     |
| 2020-2021 | Elite 1                     | 5    |       |
| 2019-2020 | Elite 1                     | 4    |       |
| 2018-2019 | Elite 2                     | 3    |       |
| 2018      | Elite 1                     | 3    |       |
| 2017      | Elite 1                     | 13   |       |
| 2016      | Elite 1                     | 13   | F     |
| 2015      | Elite 1                     | 10   |       |
| 2014      | Elite 1                     | 8    |       |
| 2013      | Poules régionales (3e div.) |      |       |